# Calanda Broncos
Les Calanda Broncos est un club suisse de football américain basé à Coire. Ce club fut fondé en 1991. Avant 2009 le club se nomme Landquart Broncos. Le club tire son nom de la montagne « Calanda » située à proximité de Coire. En compétition internationales, il remporte, en 2010, la coupe EFAF. En 2012 il remporte le Eurobowl en battant en finale les Vikings de Vienne. Au niveau national, entre 2003 et 2018, les Calanda Broncos on remporté neuf fois le championnat de Suisse, ce qui en fait le club le plus titré du Championnat de Suisse.

## Palmarès
| Compétitions internationales                                                                  | Compétitions nationales |
| - European Football League (Eurobowl) - Champion (1) : 2012 - EFAF Cup - Vainqueur (1) : 2010 | - Championnat de Suisse (LNA) - Champion (11) : 2003, 2009, 2010, 2011, 2012, 2013, 2015, 2017, 2018, 2019 et 2021 - Vice-champion (6) : 1998, 1999, 2008, 2014, 2016 et 2022 |